# 佐々木カオル
佐々木 カオル（ささき かおる、1962年11月2日 - ）は、日本の俳優・演出家・脚本家。大阪府出身。パンプキンコーチ・エンタテイメント所属。

## 来歴
- 1982年　東京映像芸術学院　映像大学部卒業
- 2004年 明治座アートクリエイト所属
- 2011年 パンプキンコーチ・エンタテイメント所属

## 出演

### テレビドラマ
- おとなの夏休み（2005年、日本テレビ） - 蔵田の弟 役
- 横浜開港150周年記念「波止場から」（2008年、テレビ神奈川）
- 土曜プレミアム「3億円事件 40年目の謎」（2008年、フジテレビ） - 銀行員N 役
- 水曜ミステリー9「松本清張生誕100年黒の奔流」（2009年、テレビ東京） - 記者 役
- 浅見光彦シリーズ34 美濃路殺人事件（2009年、フジテレビ） - TVレポーター 役
- 土曜プレミアム「戦場の歌姫」（2009年、フジテレビ） - 三原 役
- 土曜プレミアム「地下鉄サリン事件 15年目の真相」（2010年、フジテレビ） - 被害者家族 役
- 美の巨人たち 安藤広重（2010年、テレビ東京） - 喜多さん 役
- 美の巨人たち 黒田清輝（2011年、テレビ東京） - 久米桂一郎 役
- 陽はまた昇る 最終話（2011年、テレビ朝日） - 執刀医 役
- 検事・朝日奈耀子シリーズ13（2013年、テレビ朝日） - 鑑識A 役
- 土曜プレミアム「追跡！3億円事件 最後の証言者たち」（2013年、フジテレビ） - 銀行員N 役

### 映画
- 起業士・天馬2（2005年） - 美容院マスター 役
- 沈まぬ太陽（2009年） - 会長秘書 役

### 演劇
- 「君がそばにいた」（2005年） - 教師　村山誠二役
- 女たちの忠臣蔵　明治座（2006年） - 菅谷半之丞役
- アイーダ　新国立オペラ劇場（2008年） - 王護衛役
- 「桃は匂えど桜散り、君は舞う」築地ブディスト・ホール　作・演出（2009年）
- マーダーファクトリー　シアター1010（2010年） - 水野幹事長役
- 「HANA」深川江戸資料館小劇場　作：演出

### CM
- 進研ゼミ（2005年）
- 日本ミルクコミュニティ「メグミルク」（2005年）
- アサヒビールギフトPV（2006年）
- エバラ食品「黄金の味」（2007年）
- ざるそば赤兵衛　ラジオCM（2008年）
- 開成コーポレーション　ラジオCM（2008年）
- SUNTORY「ファーストクラス」（2010年）
- アット・ホーム（2012年）

### PV
- 柴咲コウ「ひと恋めぐり」（2007年）

### その他
- マイナビ2010・モギメン（2009-10年）